# Bredasdorp
Bredasdorp este un oraș din provincia Western Cape, Africa de Sud.